# Викторијус
Викторијус (енгл. Victorious; стилизовано VICTORiOUS) америчка је комедија ситуације чији је аутор Ден Шнајдер за Nickelodeon. Врти се око амбициозне певачице Тори Веге (Викторија Џастис), тинејџерке која похађа средњу школу сценских уметности под називом Холивуд артс, након што је наступила уместо своје старије сестре, Трине (Данијела Моне). Премијерно је приказана после доделе Награда по избору деце 2010. године. Освојила је награду за омиљену ТВ серију на додели Награда по избору деце 2012. и 2013. године, победивши серију Ај Карли. Такође је номинована за четири награде Еми за програм у ударном термину.
Џастисова је 10. августа 2012. објавила да серија неће бити обновљена за пету сезону. Након што је објављено да је направљена спиноф серија Сем и Кет, обожаваоци Викторијуса негодовали су што је спиноф био разлог за њен завршетак, али је сам Шнајдер изјавио супротно. Иако су снимљене само три сезоне, када је донета одлука да се серија заврши, Nickelodeon је трећу сезону поделио на пола, створивши и четврту сезону.

## Радња
Серија прати Тори Вегу, тинејџерку која је примљена у Холивуд артс, средњу школу сценских уметности за талентоване тинејџере. Тори, са својим пријатељима, покушава да пронађе своје место у школи, док истовремено ради школске пројекте који обично укључују музичке и позоришне представе.

## Улоге
| Улога                 | Глумац/ица        | Српски глас                                                  |
| --------------------- | ----------------- | ------------------------------------------------------------ |
| Тори Вега             | Викторија Џастис  | Маријана Живановић                                           |
| Андре Харис           | Леон Томас III       | Милан Тубић                                                  |
| Роби Шапиро           | Мет Бенет         | Раде Ћосић                                                   |
| Џејд Вест             | Елизабет Гилис    | Дорис Милошевић                                              |
| Кет Валентајн         | Аријана Гранде    | Ана Мандић                                                   |
| Бек Оливер            | Аван Џогија       | Милан Антонић                                                |
| Трина Вега            | Данијела Моне     | Нина Лазаревић Михаела Стаменковић (С2Е3, 5, 11)             |
| Ервин Сиковиц         | Ерик Ланг         | Бода Нинковић                                                |
| Лејн Александер       | Лејн Напер        | Томаш Сарић                                                  |
| Синџин ван Клиф       | Мајкл Ерик        | Немања Живковић Александар Милковић (С2Е8)                   |
| Дејвид Вега           | Џим Пири          | Томаш Сарић Ненад Хераковић                                  |
| Холи Вега             | Џенифер Карта     | Јелена Стојиљковић Ана Кораћ Александра Ширкић (С3Е1)        |
| Шарлот Харис          | Мерилин Харис     | Јелена Стојиљковић                                           |
| Гђа Ли                | Сузан Чуанг       | Снежана Кнежевић (С1) Јелена Стојиљковић (С3) Ана Кораћ (С4) |
| Бурф                  | Дарсан Соломон    | Томаш Сарић                                                  |
| Рекс Пауерс           | Џејк Фароу (глас) | Раде Ћосић                                                   |
| Ејхнер                | Дејвид Старзик    | Томаш Сарић                                                  |
| Др Рапсодија          | Маркус Фолмар     | Марко Јањић                                                  |
| Хелен Дубојс          | Ивет Никол Браун  | Сања Петровић                                                |
| Хеленина асистенткиња | Рејчел Бесант     | Јована Чуровић                                               |
| Г Дикерс              | Роб Ригл          | Марко Јањић                                                  |
| Барни Тројка          | Грејам Милер      | Милош Дашић                                                  |
| Били Тројка           | Алекс Милер       | Лазар Дубовац                                                |

## Епизоде
| Сезона | Сезона | Епизода | Оригинално емитовање | Оригинално емитовање | Оригинално емитовање | Емитовање у Србији | Емитовање у Србији  | Емитовање у Србији |
| Сезона | Сезона | Епизода | Премијера            | Финале               | Мрежа                | Премијера          | Финале              | Мрежа              |
| ------ | ------ | ------- | -------------------- | -------------------- | -------------------- | ------------------ | ------------------- | ------------------ |
|        | 1.     | 20      | 27. март 2010.       | 26. март 2011.       |                      | 4. децембар 2010.  | 30. септембар 2011. |                    |
|        | 2.     | 14      | 2. април 2011.       | 26. децембар 2011.   | 20. јануар 2012.     | 25. децембар 2012. |                     |                    |
|        | 3.     | 13      | 28. јануар 2012.     | 30. јун 2012.        | 7. октобар 2012.     | 13. јун 2013.      |                     |                    |
|        | 4.     | 13      | 22. септембар 2012.  | 2. фебруар 2013.     | 12. јун 2013.        | 30. новембар 2013. |                     |                    |